# Mesosemia eurythmia
Mesosemia eurythmia is een vlindersoort uit de familie van de prachtvlinders (Riodinidae), onderfamilie Riodininae.
Mesosemia eurythmia werd in 1915 beschreven door Stichel.